# Zoo Duisburg
Zoo Duisburg is de dierentuin van de Duitse stad Duisburg in de deelstaat Noordrijn-Westfalen, die werd opgericht op 12 mei 1934. In de dierentuin worden ongeveer 2150 dieren uit circa 280 soorten gehouden. Zoo Duisburg is vooral beroemd om de koala's en de dolfijnen. De dierentuin wordt door de A3 in een oostelijk en een westelijk deel verdeeld die onderling door een voetgangersbrug over de snelweg zijn verbonden.

## Beschrijving
De twee bekendste bewoners van Zoo Duisburg zijn de dolfijnen en de koala's. Het dolfinarium, dat tot de grootste van Europa behoort, werd in 1965 geopend en het biedt onderdak aan een groep tuimelaars (Tursiops truncatus). Twee andere soorten dolfijnen leefden van 1969 tot 2004 in het nabijgelegen Walarium: de beluga (Delphinapterus leucas) en de kortsnuitdolfijn (Cephalorhynchus commersonii). Alle drie de soorten waren in shows te zien. In 2004 verhuisden de laatste beluga "Ferdinand" en de laatste kortsnuitdolfijn "Yogi" naar het Amerikaanse SeaWorld San Diego, alwaar ze samen met soortgenoten een beter en groter bassin gingen bewonen. In Rio Negro, een tropische hal in Zoo Duisburg, bevindt zich een verblijf waar oorspronkelijk Orinocodolfijnen (Inia geoffrensis) in leefden, maar na het overlijden van de laatste Duisburgse orinocodolfijn "Baby" in 2020 wordt het verblijf de thuisbasis voor Caribische lamantijnen (Trichechus manatus). In Rio Negro leven ook verschillende soorten apen en vogels.
De koala's (Phascolarctos cinereus) bewonen het Koalahaus, dat geopend werd in 1994 en ook onderdak biedt aan onder andere borstelstaartratkangoeroes (Bettongia penicillata), wombats (Vombatus ursinus) en mierenegels (Tachyglossus aculeatus). Iets verder in de dierentuin leven sinds 2017 ook Tasmaanse duivels (Sarcophilus harrisii)
Zoo Duisburg is verder bekend om de grote groep fossa's (Cryptoprocta ferox) en het Äquatorium. Dit gebouw met omliggende buitenverblijven wordt bewoond door dwergnijlpaarden (Hexaprotodon liberiensis) en verschillende apensoorten waaronder Westelijke laaglandgorilla's (Gorilla gorilla), siamangs (Symphalangus syndactylus) en orang-oetans (Pongo pygmaeus).
Voorbeelden van andere onderdelen van Zoo Duisburg zijn het Aquarium, het Raubtierenhaus met leeuwen (Panthera leo) en nevelpanters (Neofelis nebulosa) en de verblijven van de Afrikaanse olifanten (Loxodonta africana), netgiraffen (Giraffa camelopardalis reticulata), reuzenotters (Pteronura brasiliensis), Siberische tijgers (Panthera tigris altaica) en brilberen (Tremarctos ornatus). Het partnerschap van de stad Duisburg met het Chinese Wuhan leidde in 1988 tot de aanleg van de Chinesischen Gartens in Zoo Duisburg.

## Fokprogramma's
Het park neemt deel aan meerdere internationale fokprogramma's en coördineert en beheert de EEP-stamboeken voor de koala, wombat en de West-Afrikaanse franjeaap.

## Galerij

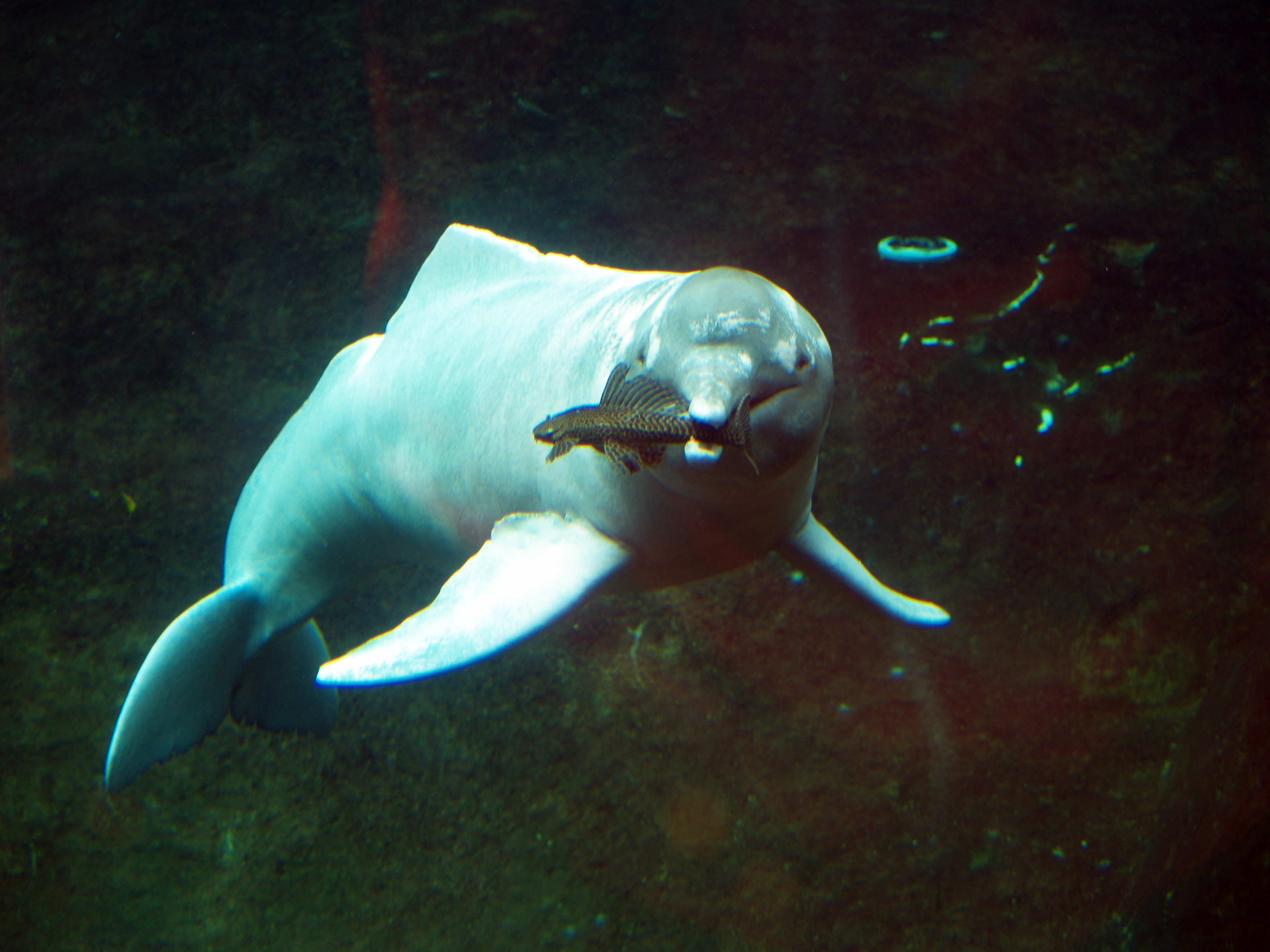
Orinocodolfijn
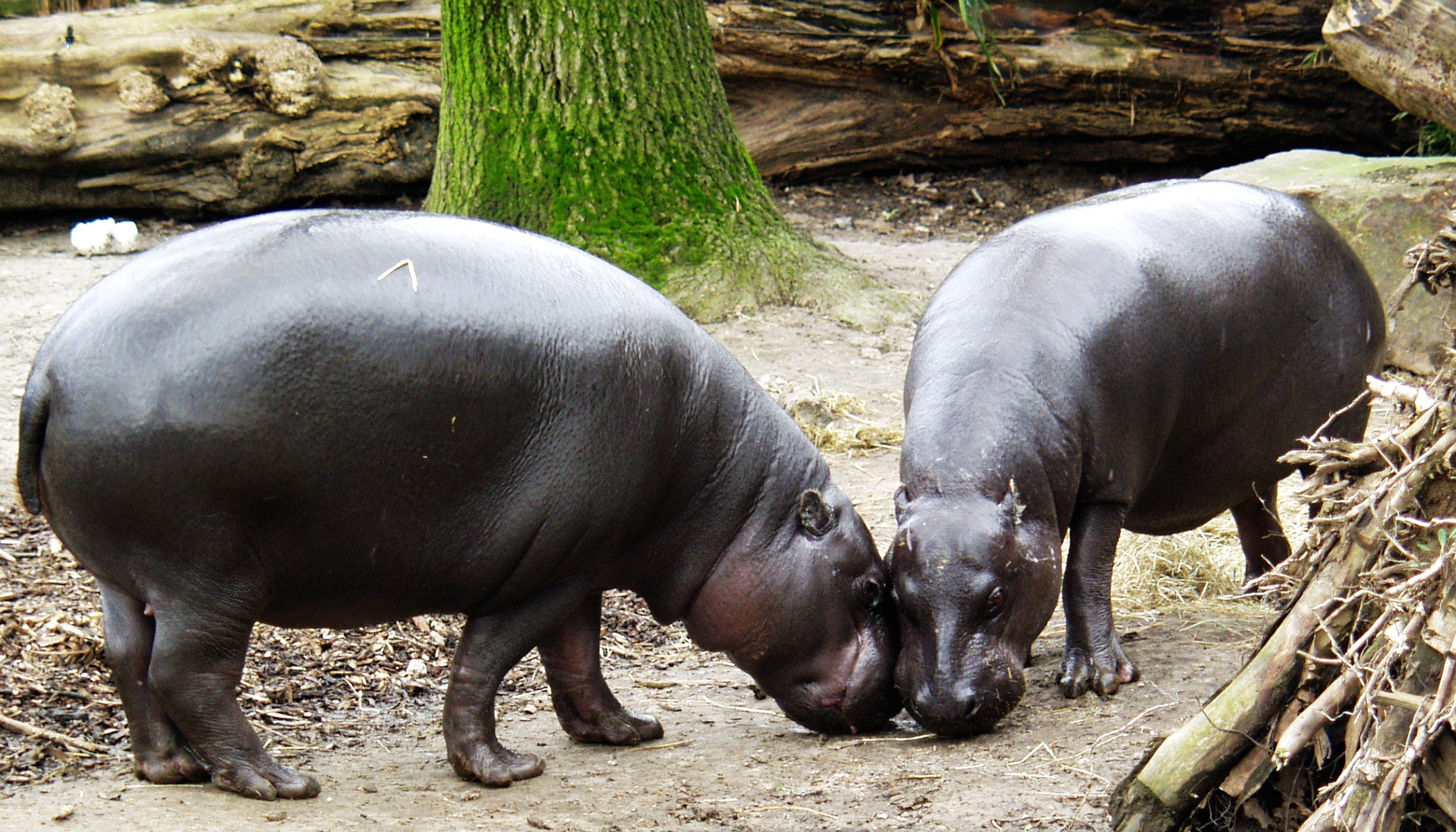
Dwergnijlpaarden
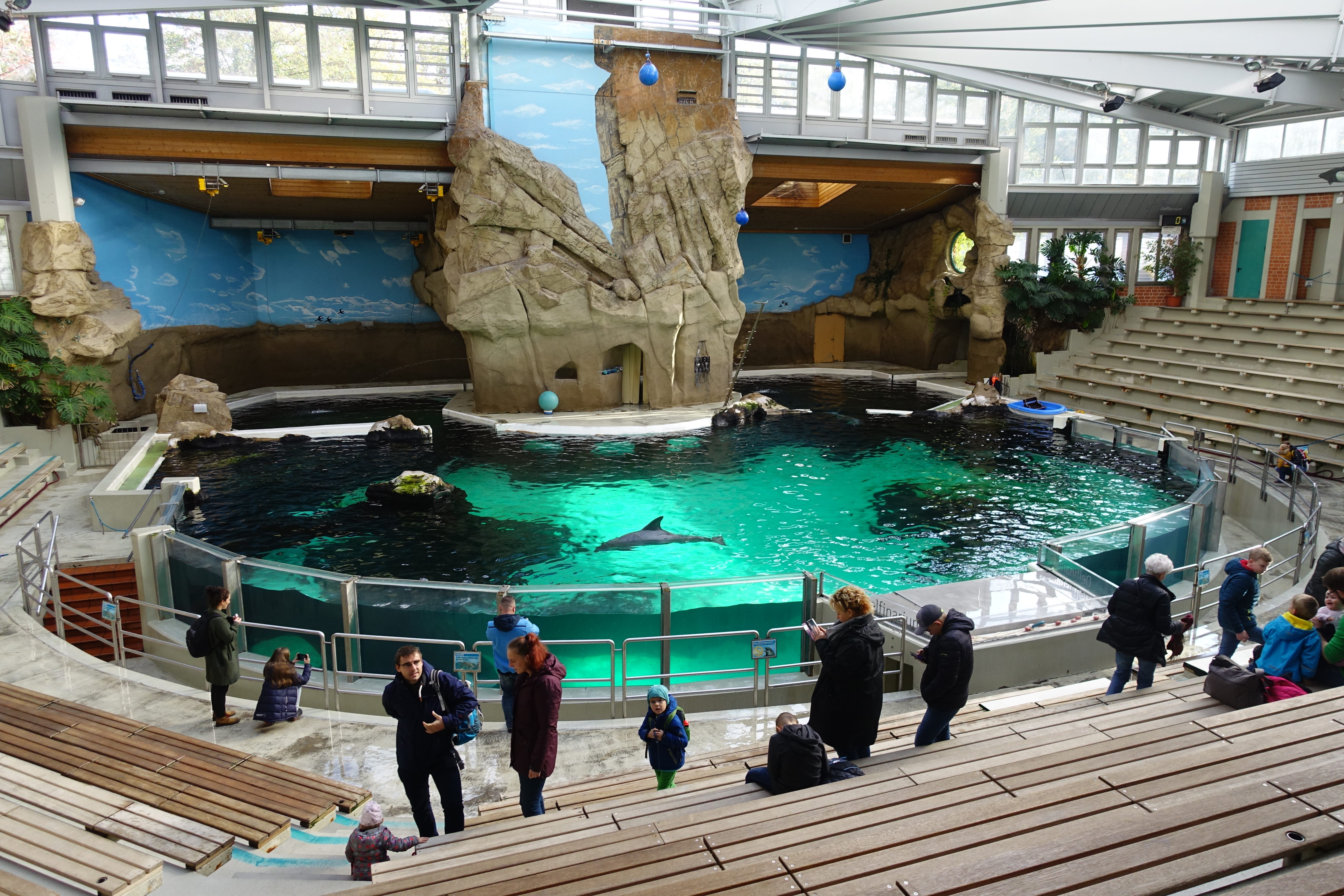
Het dolfinarium
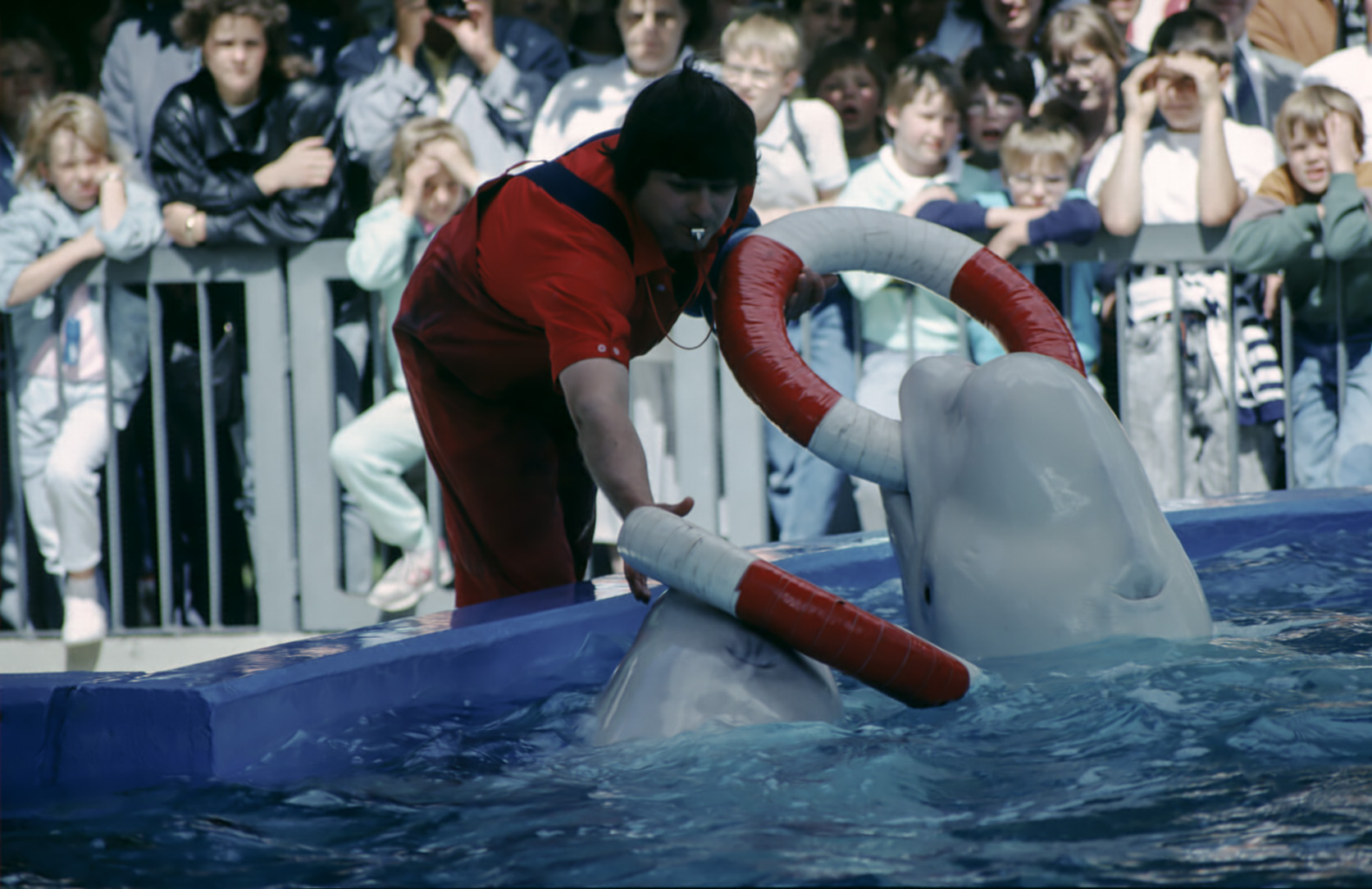
Beloega's in Zoo Duisburg
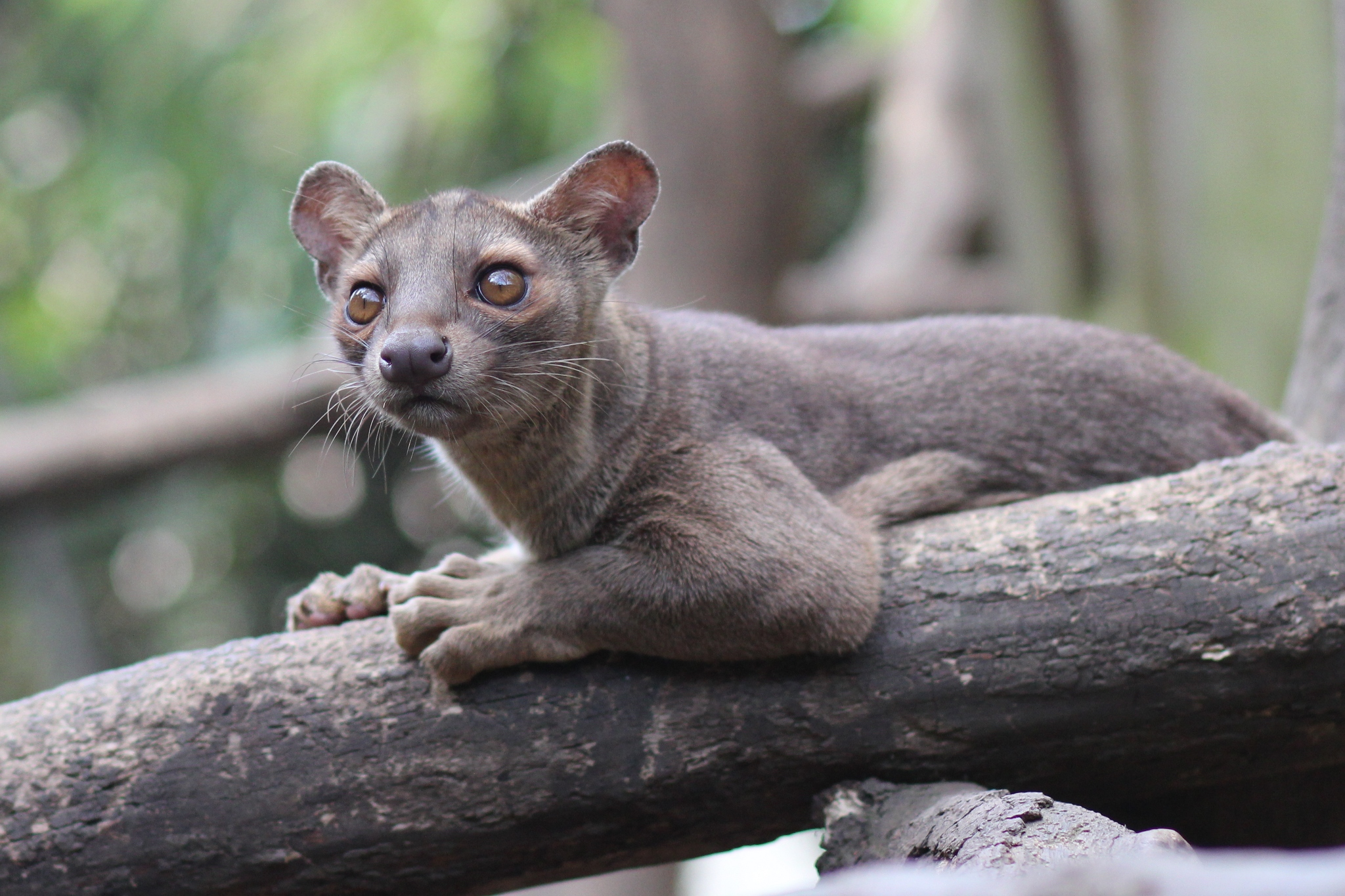
Fossa
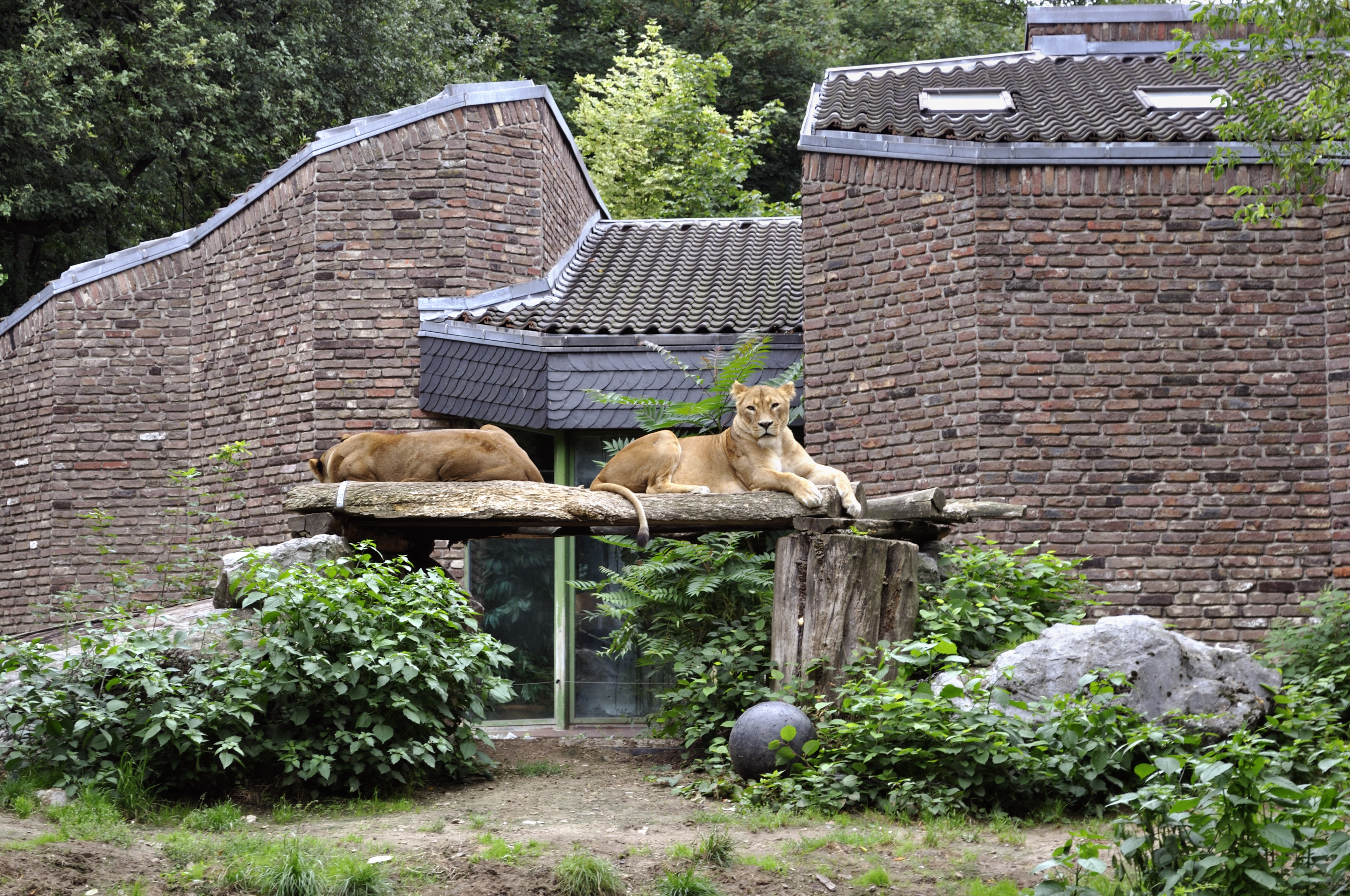
Leeuwen
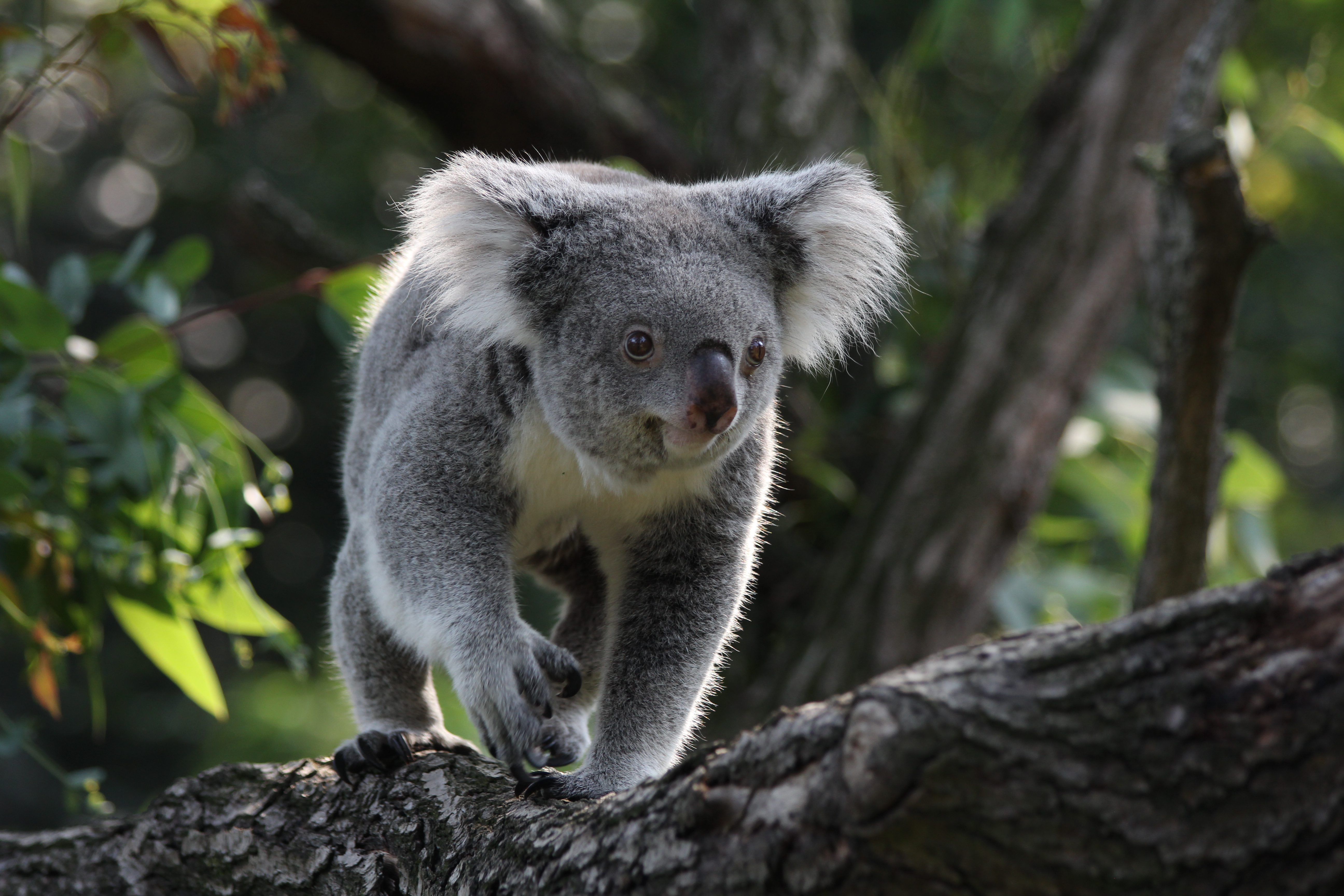
Koala
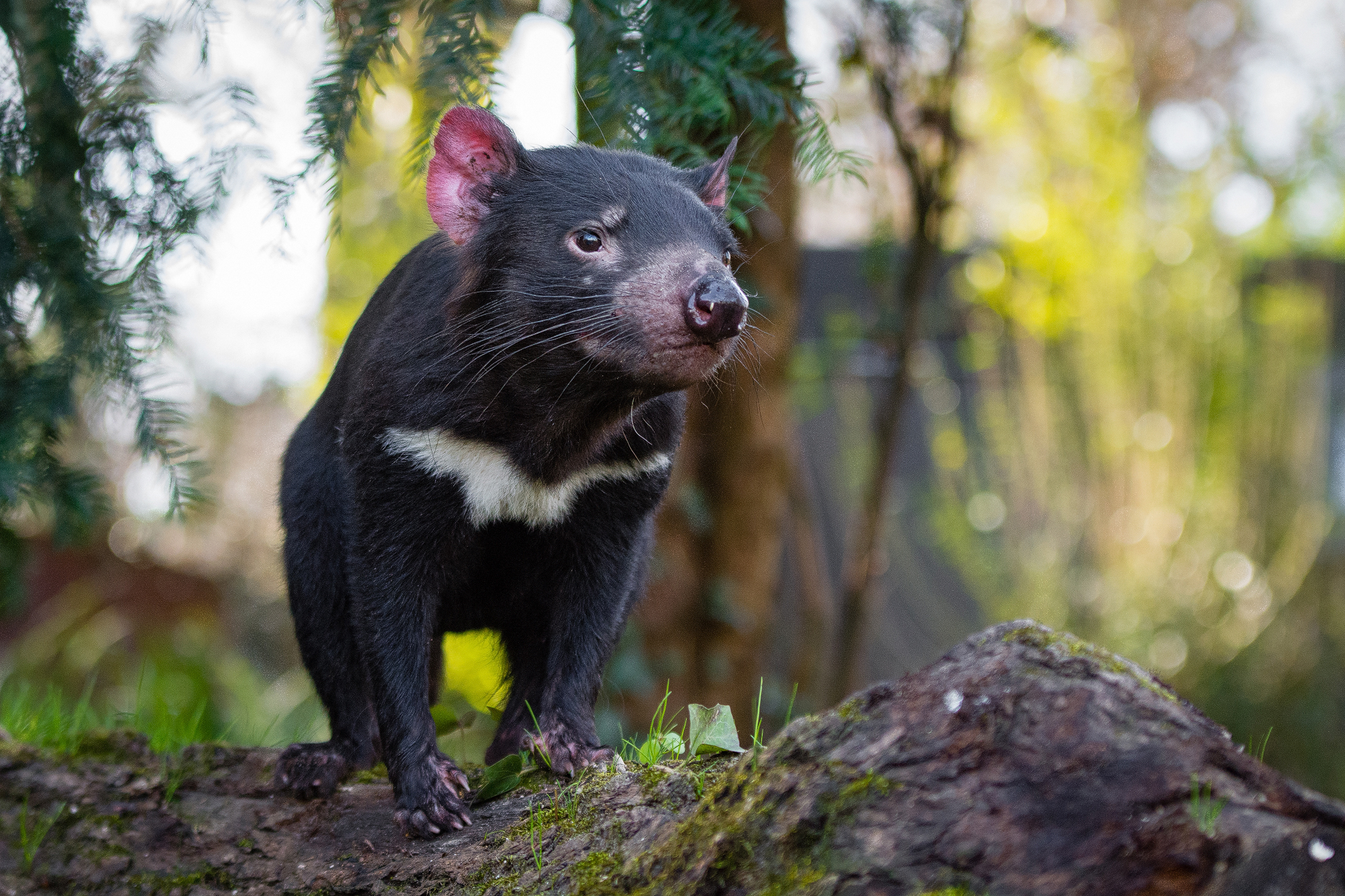
Tasmaanse duivel